# Martine van Hamel
Martine van Hamel (Bruxelles, 16 novembre 1945) è una coreografa, regista, ex ballerina ed insegnante olandese,  ex ballerina principale al National Ballet of Canada e all'American Ballet Theatre (ABT).
È stata medaglia d'oro alla Gara Biennale Internazionale di danza di Varna, la più prestigiosa competizione di balletto del mondo, tenuta a Varna, in Bulgaria. È anche destinataria del Prix de Varna, un riconoscimento raramente concesso, per la migliore interpretazione artistica in tutte le categorie. È stata una delle più importanti ballerine classiche in America.

## Biografia
La Van Hamel ha studiato danza classica in Danimarca, Paesi Bassi, Indonesia e Venezuela. Infine andò ad esercitarsi alla Canada's National Ballet School, prima di entrare nella compagnia di danza professionale National Ballet of Canada come solista, nel 1963. Ha ballato brevemente con il Joffrey Ballet, in seguito conosciuto come il City Centre Joffrey Ballet, prima di unirsi all'ABT nel 1970, una delle tre principali compagnie di balletto classico negli Stati Uniti. Ha co-fondato il New Amsterdam Ballet con Kevin McKenzie, che andò in tournée e si esibì durante il fuori stagione dell'ABT. La Van Hamel lasciò l'ABT nel 1992 per ballare con il Nederlands Dans Theater III fino al 1997.
La Van Hamel ha ricevuto il premio Cue Magazine come miglior ballerino nel 1976, il Dance Magazine Award nel 1983, il Dance Educators of America nel luglio 1989 e il premio Excellence dal Washington College nel 1992. Ha insegnato alla Juilliard School, la Jacqueline Kennedy Onassis School, e fu co-fondatrice del Kaatsbaan International Dance Center.

### Primi anni e formazione
Nata il 16 novembre 1945 a Bruxelles, la van Hamel era la più giovane di tre fratelli di genitori olandesi. Suo padre, Diederik (Dick) Alfred van Hamel, era un diplomatico di stanza a Copenaghen. Sua madre, Manette van Hamel (nata Cramer), nata nel 1913 a Deventer, era un'insegnante di musica e violinista che suonava in un quartetto d'archi. Martine van Hamel iniziò le lezioni di danza all'età di quattro anni a Copenhagen, dove era normale che i bambini studiassero il balletto. Come diplomatico, suo padre era regolarmente di stanza in diversi paesi come Danimarca, Paesi Bassi e Indonesia. Fu difficile per lei trovare insegnanti, ma prendeva lezioni quando era possibile. Mentre suo padre era di stanza a Caracas, in Venezuela, la van Hamel, all'età di dieci anni, prese lezioni da Henry Danton del Royal Ballet. Danton insegnava spesso come ospite al National Ballet of Venezuela. Nel 1958 si trasferì in Canada per studiare alla National Ballet School del Canada con Betty Oliphant.

### Carriera

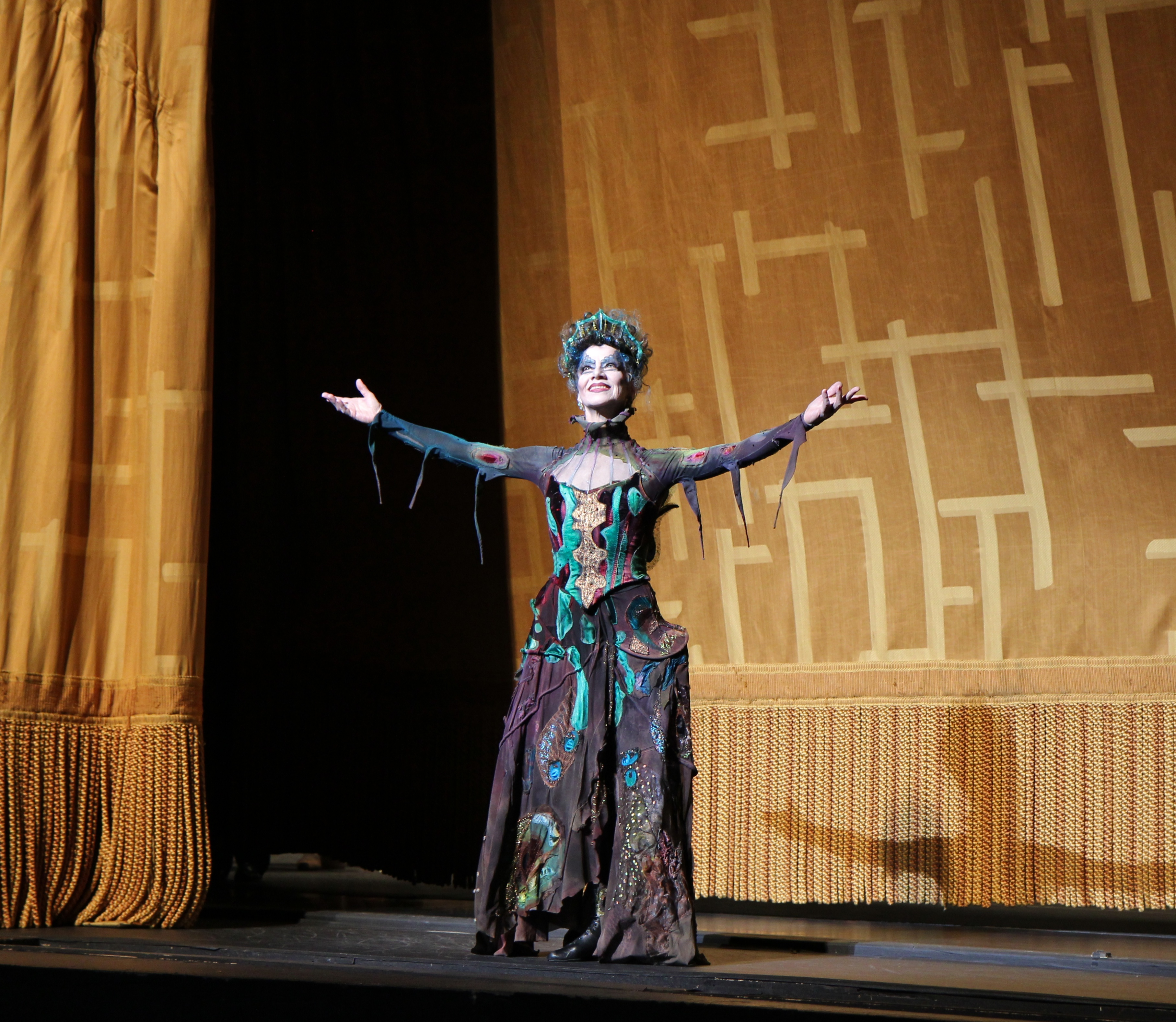
Martine van Hamel, American Ballet Theatre, La bella addormentata, 6 luglio 2013

La Van Hamel si diplomò alla scuola e fu promossa direttamente al National Ballet of Canada come solista nel 1963. Diede merito a Celia Franca, il direttore artistico, di avere avuto una grande influenza e di essere stata un'importante insegnante durante il suo sviluppo come ballerina. Fu promossa al grado di ballerina principale nel 1965. All'inizio della sua carriera, dovette lottare con il suo peso. In un'intervista a Rose Eichenbaum, la Van Hamel dichiarò: "Penso che ci sia una piccola finestra nella tua carriera in cui tu hai il controllo". Spiegò di essere "circa tre chili troppo pesante" e che aveva usato il peso come "un modo di ribellarsi contro tutte le forze che controllavano la mia vita".
Alla terza Biennale del 1966, il Varna International Ballet Competition, la più prestigiosa competizione di danza del mondo, Martine van Hamel vinse una medaglia d'oro. Ballò le variazioni da La Bayadère di Marius Petipa, Solitaire di Kenneth MacMillan, Dark Elegies di Antony Tudor, e il pas de deux da Le Corsaire con Earl Kraul. La Van Hamel è stata anche beneficiaria del Prix de Varna,  raramente concesso, per la migliore interpretazione artistica in tutte le categorie. Fu accolta di nuovo in Canada con una parata di stelle filanti. Lasciò il National Ballet of Canada nel 1969 per ballare per un anno come solista con il City Centre Joffrey Ballet, ora noto come Joffrey Ballet.
Nel 1970, alla Van Hamel fu offerto un posto nel corpo di ballo dell'American Ballet Theatre, una delle tre principali compagnie di balletto classico degli Stati Uniti. Fu rapidamente promossa a solista nel 1971 e poi a ballerina principale nel 1973. "Si è affermata come una delle ballerine classiche più importanti in America", secondo The Oxford Dictionary of Dance, che la definì "una ballerina alta e forte, con una tecnica che abbraccia sia la forza muscolare che una delicata espressività". Clive Barnes del New York Times ha scritto "la sua persona è schiva, ma è estremamente femminile e rimbalza felicemente sul trampolino modesto ma sicuro della sua personalità". Diane Burns, la critica della danza dell'Orlando Sentinel, definì la van Hamel "la prima ballerina del Ballet Theatre e una delle più formidabili danzatrici femminili ad emergere dal boom della danza degli anni '70 e dei primi anni '80". Con 1,7 metri di altezza, la van Hamel è difficile da allacciare perché sulle punte è più alta di molte delle sue controparti maschili. Il Los Angeles Times ha osservato che "ha perso ruoli ambiziosi a causa della sua altezza" nonostante "tutta la celebre maestà del suo ballo".
La Van Hamel è stata destinataria del premio Cue Magazine del 1976 come ballerino eccezionale. Il 21 marzo 1983 ricevette il premio da Dance Magazine insieme ai colleghi destinatari John Neumeier, direttore del Balletto di Amburgo; Michael Smuin, un regista del San Francisco Ballet, e Jeannot Cerrone, direttore generale dello Houston Ballet. I premi furono consegnati da Francis Ford Coppola, Erik Bruhn, Leonard Bernstein e Jerome Robbins.
Alla fine degli anni '70, la van Hamel a fianco del partner all'ABT Kevin McKenzie, co-fondò il New Amsterdam Ballet che fu ufficialmente costituito il 24 agosto 1982. La Van Hamel era direttore artistico e McKenzie direttore artistico associato e coreografo. Durante la bassa stagione dell'ABT van Hamel, McKenzie e altri ballerini dell'ABT facevano tournée e si esibivano con il New Amsterdam Ballet in tutto il mondo. Il "gruppo da camera semipermanente" era concentrato sulle opere di danza contemporanea dei nuovi coreografi. La compagnia continuò ad operare prima della chiusura nel settembre del 2013. Nel luglio 1989 van Hamel, Terry Orr e Savion Glover furono premiati da Dance Educators of America per il loro lavoro come insegnanti di danza. La Van Hamel fu coreografa ospite per compagnie come The Washington Ballet, Milwaukee Ballet ed il Royal Winnipeg Ballet.
Dopo venti anni, lasciò l'ABT nel 1991 ed entrò nel Nederlands Dans Theater III. Lo stesso anno van Hamel, McKenzie, Gregory Cary e Bentley Roton fondarono il Kaatsbaan International Dance Center come struttura per ospitare artisti nazionali e internazionali. Qui la van Hamel è stata direttrice del programma di Extreme Ballet, un programma di formazione intensiva di tre settimane, fino dal suo inizio nel 1991. Nel 1992 il Washington College le ha conferito il Premio per l'eccellenza dei suoi contributi alle arti. Van Hamel lasciò il Nederlands Dans Theatre III nel 1997 e lavorò come coreografa e direttrice. Nel 2004 tornò all'ABT per insegnare alla Jacqueline Kennedy Onassis School e occasionalmente svolgere ruoli di danzatrice di carattere con la compagnia di danza professionale. Entrò alla facoltà della Juilliard School nello stesso anno.

### Vita privata
Nel 1972 il padre della van Hamel, Diederik, si ritirò dopo aver prestato servizio come console generale nei Paesi Bassi a New York. Insieme a Manette, sua moglie, si trasferirono a Woodstock, New York. Diederik costruì e suonò una viola. Manette fondò la Woodstock Chamber Orchestra e suonava il violino e il piano. Suo padre morì il 31 agosto 1997 e sua madre il 12 giugno 2012. Martine van Hamel ha due fratelli, Alfred e Jan-Willem.
Van Hamel ha sposato McKenzie, che è il direttore artistico dell'ABT. Dal 1999 ha cantato con la New York Choral Society.